# Correggio
Pour les articles homonymes, voir Correggio (homonymie).
Correggio (en dialecte local : Curèš), aussi appelé Corrège en français, est une commune italienne d'environ 26 000 habitants située dans la province de Reggio d'Émilie et dans la région d'Émilie-Romagne.

## Géographie
Correggio se trouve dans la plaine du Pô à une altitude variant de 25 à 43 mètres (31 m devant la mairie) et à 17 km au nord-est de Reggio nell'Emilia, sur la route nationale SS468 qui, longeant le fleuve Secchia jusqu’au chef-lieu Reggio, traverse la commune de Correggio et bifurque à l’est sur la liaison avec l’autoroute A22 et relie la commune de Carpi (MO, 8 km).
Correggio est limitrophe de Campagnola Emilia et Rio Saliceto au nord, Carpi et Campogalliano de la province de Modène  à l’est, San Martino in Rio et Reggio Emilia au sud, Bagnolo in Piano et Novellara à l’ouest.
Grandes villes voisines :
- Bologne 54 km
- Modène 23 km
- Milan 147 km
- Florence 118 km
- Vérone 76 km
- Selon la classification sismique en Italie, la commune est en zone 3, sismicité basse.

## Histoire

### Antiquité
Comme dans toute la zone comprise au nord de la via Emilia et le Pô, la nature marécageuse des terres de cette valle Padusa, due aux alluvions des multiples fleuves et torrents comme le Crostolo et son affluent Tresinaro, descendant des Apennins, a attiré de nombreuses populations qui, dès l’antiquité, se sont établies dans cette région.
Une nature formée de bandes de terre alluvionnaires non submergées appelées corrigiae sont à l’origine du nom Correggio et aussi de celui de Corregioli, autre commune plus au nord dans la province de Mantoue.
Les trouvailles archéologiques témoignent du passage, à l’âge du fer, de populations Celtes, Ligures et Étrusques (culture de Villanona). Quant aux Romains, les travaux encore visibles de la centuriation témoignent non seulement de leur passage, mais aussi de leur établissement pendant plusieurs siècles.
Le nom de Correggio apparaît pour la première dans un document daté de 946, sous la domination lombarde du Moyen-Âge.

### Seigneurie de Correggio (1009-1635)
C’est de 1009 que date le premier document faisant référence à la famille feudataire Da Correggio, qui règnera sur Parme et Correggio pour environ 7 siècles.
En 1452, quand les seigneurs durent se résigner à se replier sur leurs territoires ancestraux mais, toujours intéressés à se renforcer juridiquement et diplomatiquement, l’empereur Frédéric III leur attribua le titre de Comte ; mais en rendant les terres et les confins du territoire dépendant directement de l'empire. Le comté connu donc environ un siècle de développement et le pôle d’attraction de la vie sociale était représenté par la cour, qui fut le siège d’une grande activité diplomatique et culturelle. Les principaux hôtes en furent Ludovic Sforza (dit Le More), Ludovico Ariosto (dit L’Arioste), Pietro Bembo, Francesco Maria Molza, Bernardo Tasso, et beaucoup d’autres parmi les artistes et seigneurs les plus importants de l’époque. Les représentants locaux de la politique et de la culture de haut niveau : Nicolò Postumo, Veronica Gambara, Rinaldo Corso, Claudio Merulo et surtout Le Corrège (Antonio Allegri).

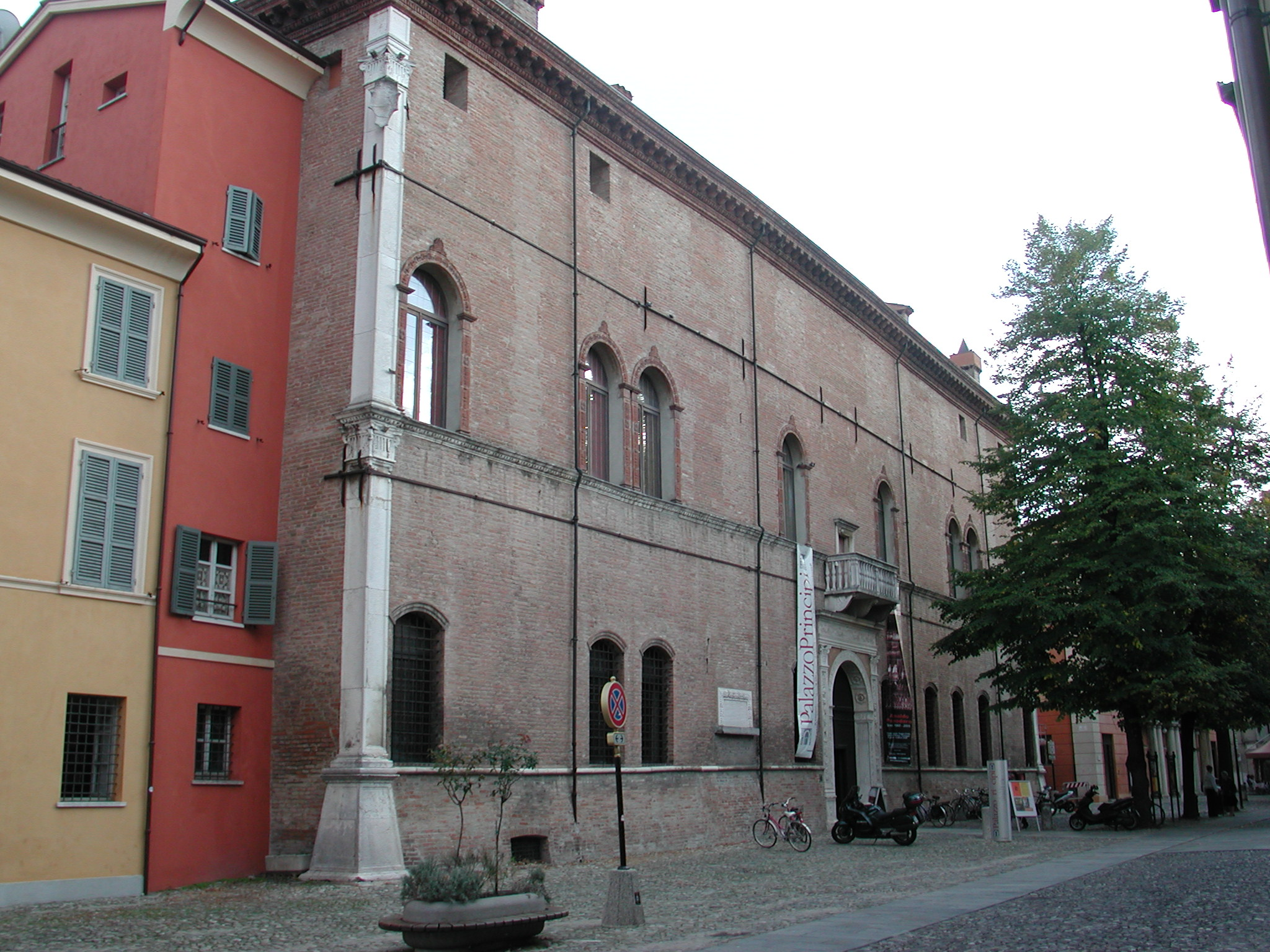
Le Palazzo des princes

Dans l’opposition entre François Ier et Charles Quint les Da Correggio choisirent ce dernier, qui par deux fois, en 1530 et 1532, vint en visite dans la cité.

En 1557-1558, Correggio subît un long siège par les troupes de la Sainte Ligue qui ne réussirent point à prendre la cité. En récompense à cette fidélité, l’empereur Ferdinand Ier du Saint-Empire en 1559 éleva Correggio au rang de Cité avec le privilège de battre monnaie et de maintenir un Catalogue de la noblesse citadine. En 1616, par le paiement d’une confortable somme, Correggio fut érigée en principauté.
Mais le climat politique et économique ne fut pas favorable à ce nouvel état qui était destiné à être absorbé par les seigneuries plus puissantes. Destinée favorisée par la médiocrité et les ennuis juridico-financiers du prince Siro da Correggio, accusé d’adultère et de falsification de monnaie et, en 1635, la principauté tomba aux mains du duché de Modène, mais conserva une relative autonomie administrative et culturelle.

### Temps modernes
Au cours des XVIIIe et XIXe siècles, bien qui Correggio connu une légère évolution culturelle, celle-ci ne fut pas accompagnée du développement socio-économique. La cité et la classe dominante constituée de propriétaires terriens appartenant à la noblesse ou aspirant à en faire partie, furent fidèles au duché d’Este et restèrent imperméables à la modernisation économique et culturelle, et ni à l’impulsion politique du Risorgimento.
En 1860, avec l’annexion plébiscitaire de l'Émilie, Correggio entra dans le royaume d'Italie.

## Monuments et lieux d’intérêt
- la basilique de San Quirino, édifiée entre 1512 et 1587,
- l’église de San Francesco, la plus ancienne de la cité.
- l’église de San Giuseppe Calasanzio,
- l’église de Santa Chiara, construite en 1666.
- l’église de Santa Maria della Misericordia,
- l’église de San Sebastiano, construite en 1591.
- la rocchetta, petite forteresse en partie démolie.
- le palazzo des Princes, résidence de la famille Da Correggio.
- le théâtre communal Bonifazio Asioli,
- le palazzo communal (mairie et administration)
- le palazzo de la Raison et la tour de l’horloge.

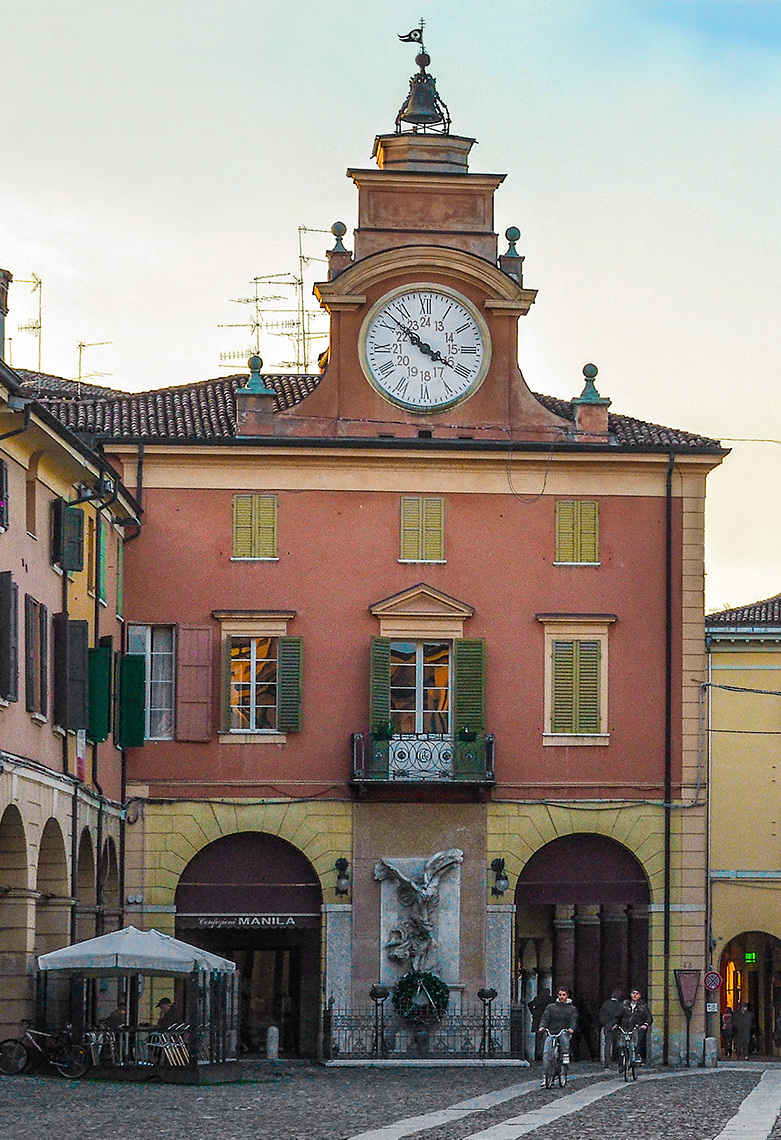
palazzo de la Raison et la tour de l’horloge

## Administration
| Période                                  | Période  | Identité    | Étiquette     | Qualité |
| ---------------------------------------- | -------- | ----------- | ------------- | ------- |
| 04/06/2004                               | En cours | Mario Iotti | centre gauche |         |
| Les données manquantes sont à compléter. |          |             |               |         |

### Hameaux
Budrio, Canolo, Fazzano, Fosdondo, Lemizzone, Mandrio, Mandriolo, Prato, San Biagio, San Martino

### Communes limitrophes
Bagnolo in Piano (9 km), Campagnola Emilia (8 km), Campogalliano (MO, 10 km), Carpi (MO, 8 km), Novellara (9 km), Rio Saliceto (5 km), San Martino in Rio (4 km)

## Population

### Évolution de la population en janvier de chaque année
| 1861   | 1901   | 1921   | 1951   | 1961   | 1971   | 1981   | 1991   | 2001   |
| ------ | ------ | ------ | ------ | ------ | ------ | ------ | ------ | ------ |
| 11 651 | 14 445 | 19 320 | 19 374 | 19 583 | 20 102 | 20 018 | 20 113 | 20 604 |

| 2012   | - | - | - | - | - | - | - | - |
| ------ | - | - | - | - | - | - | - | - |
| 25 552 | - | - | - | - | - | - | - | - |

### Ethnies et minorités étrangères
Selon les données de l’Institut national de statistique (ISTAT) au 1er janvier 2011 la population étrangère résidente et déclarée était de 3259 personnes, soit 12,8 % de la population résidente.
Les nationalités majoritairement représentatives étaient :
| Pos. | Pays     | Population |
| ---- | -------- | ---------- |
| 1    | Pakistan | 790        |
| 2    | Inde     | 635        |
| 3    | Roumanie | 279        |
| 4    | Maroc    | 253        |
| 5    | Ukraine  | 210        |
| 6    | Chine    | 198        |
| 7    | Tunisie  | 143        |
| 8    | Albanie  | 116        |
| 9    | Pologne  | 84         |
| 10   | Moldavie | 76         |

### Personnalités liées à Correggio
- Antonio Allegri, dit le Corrège, peintre de la renaissance
- Arnaldo Bambini, Compositeur et organiste
- Bonifazio Asioli, compositeur
- Daniele Adani, ex footballeur
- Charles d'Amboise de Chaumont, vice roi de Lombardie
- Salvatore Bagni, ex footballeur et journaliste TV
- Francesco Balbi di Correggio, militaire et écrivain italien
- Girolamo Bernerio, cardinal
- Fabrizio Careddu, acteur
- Leonarda Cianciulli, tueuse en série
- Ivano Corghi, footballeur
- Rinaldo Corso, footballeur
- Luciano Ligabue, chanteur
- Girolamo Lucenti, peintre
- Loris Malaguzzi, pédagogue
- Claudio Merulo, compositeur et organiste
- Dorando Pietri, marathonien
- Recordati, famille de l’industrie pharmaceutique
- Luca Siligardi, footballeur
- Silver (nom d’artiste de Guido Silvestri), conteur et auteur
- Lino Sabattini (1925-2016) designer et orfèvre
- Pier Vittorio Tondelli, écrivain
- Valentina Vezzali, escrimeuse
- Elisabetta Vezzani, chanteuse
- Gabriella Pregnolato cycliste
- Bonifacio Scaltriti, footballeur
- Vittorio Cottafavi, réalisateur
- Veronica Gambara, poétesse

## Économie
Correggio, cité traditionnellement agricole (production de lambrusco), siège d’importantes industries du secteur mécanique, électronique et de la matière plastique. Depuis 2003, premier centre italien pour le recyclage du bois.

## Sources
- (it) Cet article est partiellement ou en totalité issu de l’article de Wikipédia en italien intitulé « Correggio (Italia) » (voir la liste des auteurs) le 10/12/2012.